# Agatha Mistery
Agatha Mistery es una colección de libros juveniles de misterio protagonizados por el personaje homónimo, una niña de 12 años aspirante a detective que viaja por el mundo junto a su primo, su gato y su fiel mayordomo.

## Autores
Los autores escritores de la colección trabajan bajo el seudónimo de Sir Steve Stevenson a partir de la idea de Mario Pasqualotto y el autor de los dibujos es el italiano Stefano Turconi. Es editada en Italia por Dreamfarm y en España por editorial La Galera.

## Personajes principales
- Agatha: una niña de doce años, aspirante a escritora de novela negra; tiene una memoria formidable que la ayuda a resolver los misterios más intrincados y excelentes dotes de detective y organización. Suele ser ella quien resuelve los casos y aporta las tácticas.
- Larry: es el primo de Agatha, es un estudiante chapucero de la prestigiosa escuela de detectives Eye Internacional, la escuela le manda misiones en las que necesita siempre la ayuda de Agatha, además aporta la parte tecnológica y los permisos, billetes de avión etc.
- Mr. Kent: Exboxeador y mayordomo con un impecable estilo británico al servicio de Agatha, antes de ser mayordomo tuvo numerosos y múltiples trabajos. Y es el que se suele encargar de hacer la maleta en los viajes, parece imponente pero cuando su jefa le pilla en algo se vuelve muy tímido.
- Watson: gato siberiano que posee el olfato de un sabueso y sus sentidos felinos (olfato, oído y visión nocturna) detecta pistas imposibles. Por desgracia, Larry y él se odian mutuamente.
- Miembros de la familia Mistery: Cada pariente destaca en una profesión poco común, conoce al dedillo la zona y traduce el idioma local perfectamente. Se extienden por todo el mundo y el grado de parentesco entre ellos es muy variado.

## Títulos de la Colección
- 1. El enigma del faraón ().
- 2. La perla de Bengala ().
- 3. La Espada del Rey de Escocia (2010).
- 4. Robo en las cataratas del Niágara (2011).
- 5. Asesinato en la Torre Eiffel ().
- 6.El tesoro de las Bermudas ().
- 7. La Corona de oro de Venecia (2012).
- 8. Misión Safari ().
- 9. Intriga en Hollywood (2013).
- 10. Crimen en los fiordos (2013).
- 11. El retrato sin nombre (2013).
- 12. Investigación en Granada (2013).
- 13. Desafio en el Transiberiano (2013).
- 14. A la caza del tesoro de New York ().
- 15. El secreto de Drácula ().
- 16. Destino Samarcanda (2015).
- 17. Operación Amazonas (2015).
- 18. Complot en Lisboa (2015).
- 19. El.diamante de Ámsterdam (2015).
- 20. Trampa en Pekin (2015).
- 21. Robo en el Missisipi (2015).
- 22. Doble engaño en Oxford (2016).
- 23. El código de los ladrones (2016).
- 24. Venganza en el Monte Fuji (2016).
- 25. Peligro en Indonesia (2017).
- 26. Imprevisto en Barcelona ().
- 27. Crimen en Viena.
- 28. El Vikingo desaparecido.
- 29. Aventura en Castilla (2021).